# Konungsö mosse
Konungsö mosse är en av Jönköpings kommuns största mossar. Hela området är klassat som riksintresse för naturvård  och enligt den nationella våtmarksinventeringen så är mossen av naturvärdesklass 1 .  Mossen har ett rikt fågelliv och här finns bl.a. trana, orre, storspov, ljungpipare och nattskärra . 

## Historik
2012 ansökte det finskägda bolaget Neova om att få bryta torv på mossen , detta avslogs dock av både länsstyrelsen i Jönköpings län samt regeringen . 
Under hösten 2024 är dock en ny ansökan ifrån Neova aktuell, och beslut kommer att meddelas den 16 december 2024 .